# السداد (إب)

تعديل مصدري - تعديل

السداد محلة تابعة لقرية المشراق، التابعة لعزلة ميتم بمديرية إب إحدى مديريات محافظة إب في الجمهورية اليمنية.، بلغ تعداد سكانها 198 حسب تعداد اليمن لعام 2004.